# Egschiglen
Egschiglen (mongol cyrillique : Эгсшиглэн) est un groupe de musique folk mongol créé en 1991.
Le répertoire du groupe est constitué d'adaptations d'airs traditionnels. Il est notamment fait usage du khöömii, technique de chant diphonique traditionnelle.

## Discographie
- Gobi, 1997
- Zazal, 2000
- Gereg, 2007